# Forțele de autoapărare ale Japoniei
Forțele japoneze de autoapărare (în japoneză: 自衛隊, Romaji: Jeitai; pe scurt JSDF), cunoscute și sub denumirea de Forțele de autoapărare (SDF) sau Forțele armate japoneze, este o armată japoneză unificată înființată sub Auto-apărare. -Legea forțelor de apărare. 1954. Acestea sunt controlate de Ministerul Apărării, prim-ministrul fiind comandant șef. SDF are al cincilea cel mai mare buget militar din lume și ocupă locul cinci în 2020.În ultimii ani, forțele de autoapărare japoneze au fost angajate în operațiuni internaționale de menținere a păcii cu Națiunile Unite.Tensiunile, în special cu Coreea de Nord,au reaprins dezbaterile despre statutul Forțelor de Autoapărare și relația lor cu societatea japoneză.Din 2010, SDF s-a concentrat din nou pe prima Uniune Sovietică din Republica Populară Chineză; a consolidat cooperarea militară cu Australia, India, Taiwan, Coreea de Sud, Singapore și Statele Unite; și a achiziționat echipamente noi sau modernizate și hardware.